# Cycnidolon batesianum
Cycnidolon batesianum är en skalbaggsart som först beskrevs av White 1855.  Cycnidolon batesianum ingår i släktet Cycnidolon och familjen långhorningar. Inga underarter finns listade i Catalogue of Life.